# كلايف وليامز
كلايف وليامز (بالإنجليزية: Clive Williams)‏ هو أكاديمي أسترالي، ولد في 1 مارس 1945 في لندن في المملكة المتحدة.